# اندیاوور ایر
اندیاوور ایر (به انگلیسی: Endeavor Air) یک شرکت هواپیمایی با کد یاتا 9E است که در تاریخ ۱۹۸۵ میلادی تأسیس شده‌است. دفتر مرکزی اندیاوور ایر در فرودگاه بین‌المللی مینیاپولیس−سنت پل واقع شده‌است.